# Barney i przyjaciele
Barney i przyjaciele (oryg. Barney & Friends) – amerykański serial edukacyjny emitowany w latach 1992–2010.

## Treść
Głównym bohaterem jest Barney, fioletowy, antropomorficzny tyranozaur, który poprzez śpiew, taniec i zabawę uczy dzieci wartości takich jak przyjaźń, współpraca i szacunek.
W każdym odcinku Barney ożywa z pluszowej zabawki dzięki wyobraźni dzieci i zabiera je w edukacyjną podróż pełną piosenek i interaktywnych zabaw. Towarzyszą mu przyjaciele: zielona triceratopsica Baby Bop, jej starszy brat BJ oraz pomarańczowy dinozaur Riff. Razem z grupą dzieci odkrywają świat, ucząc się liter, liczb, kolorów oraz zasad dobrego zachowania.
Każdy odcinek porusza inny temat, dostosowany do wieku i zainteresowań młodych widzów. Poprzez scenki, piosenki i gry edukacyjne, Barney i jego przyjaciele pomagają dzieciom zrozumieć otaczający je świat, rozwijając jednocześnie ich wyobraźnię i kreatywność.